# Synen på menstruation genom Sveriges historia
Synen på menstruation genom Sveriges historia har varierat från att ses som normalt men orent till något skamligt och även som en sjukdom och en svaghet till dagens värld där det åter ses som något naturligt.

## Det svenska bondesamhället
I det svenska bondesamhället under 1800-talets senare del präglades livet av krävande arbete med tunga och slitsamma arbetsuppgifter. Existensen var helt inriktad på gården och hushållets fortbestånd och överlevnad, och en frisk och robust kropp var en oskattbar tillgång. En människas värde var i hög grad beroende av den fysiska arbetsinsats som hon kunde bidraga med i det produktiva arbetet. Dessutom var tron på det supranormala eller det magiska är av central betydelse i allmogesamhället. Medvetenheten om det övernaturligas kraft och närvaro genomsyrade deras vardag, men man ansåg att den aktiverades vanligen först i specifika situationer och sammanhang.
I den folkliga traditionen har menstruationen uppfattats som något extraordinärt, en kraftkälla med en inneboende kraft eller makt. En omskrivande benämning för detta blod är den röda makten. Kraften i menstruationsblodet medförde att kvinnan under sina blödningsdagar utgjorde en maktpotential vilket innebar att hon både var utsatt för andra magiska krafter, och att hon själv kunde utsätta andra. I många kulturer har hon hållits för tabuerad och makten i menstruationen här därigenom ansetts göra henne oren. På grund av denna orenhet ansågs kvinnan befinna sig i en icke-profan, icke-helig, status under sina blödningsperioder.
För kvinnorna i allmogesamhället fick blodet rinna fritt under blödningsdagarna och torka in på kroppen: på rygg, ben och lår, samtidigt som en stor del av blodet sögs in i kläderna. Inte heller hade kvinnan tillgång till flera ombyten eller daglig tvätt av kläder, utan de allra flesta kvinnor behövde bära samma kläder under ett par veckors tid, och närvaron av kroppens olika sekretioner bet sig fast i kläderna. 
Den funktion menstruationen tycktes ha i den folkliga traditionen var att rena kroppen. En tolkning är alltså att mensblod var ett orent blod, vilket kroppen således skulle renas från. En sådan tolkning styrks av benämningar såsom menstruationsförorenade kläder, orena kläder eller att kvinnan befann sig i sitt orenlighetstillstånd (jfr IFHF 5939, s.24 ”ordet oren användes endast om kvinnan (…) när hon har sin månadssjuka”).

## Det svenska industrisamhället
Under de avslutande decennierna av 1800-talet kom det starkt framväxande urbaniserade samhället vilket för kvinnornas del resulterade att de fördes ut till en social tillvaro och en arbetsmarknad, där förhållande och villkoren i stor utsträckning bestämdes utifrån manliga normer och villkor. Samtidigt kvarstod kvinnans huvudansvar för hushållet och hemmets skötsel där hon skulle skapa lycka, frid och hemtrevnad. 
Reformrörelsen var en av de mer framträdande och inflytelserika kulturrörelser under den tiden vilka med deras idéer och krav på det svenska samhället starkt präglade debattklimatet vid denna tid. Reformivrarna var mycket målmedvetna i sitt arbete och deltog bland annat i internationella konferenser och kongresser kring hygien och s  exualreformer. Mottot för ideologin kan illustreras som ”en sund själ i en sund kropp”. Målet var därför att förbättra och höja nationens kulturella utveckling i en sund riktning vilket skulle ske genom att fostra varje individ till en frisk och hälsosam livsföring. (Allt som stärker och utvecklar kroppen var till nytta, medan allt som försvagar och fördärvar var till skada). 
Ett steg i rätt riktning ansåg reformivrarna var att sprida kunskap och alldeles speciellt ansåg man att detta gällde för kvinnornas månatliga blödningar. De ville sprida kunskap om menstruation för att i sin tur uppnå en disciplinerad attityd av renhet och öppenhet. Reformläkaren Karolina Widerström publicerade en artikel Om menstruationen och dess hygien i veckotidningen Idun år 1896, där hon på ett sakligt, och samtidigt expressivt, sätt beskriver själva menstruationsförloppet. Artikeln väckte anstöt och ledde till häftiga angrepp på reformläkarnas artiklar och böcker. Man fann det kränkande att i offentliga skrifter tvingas se och utförligt läsa om de mest intima av kroppens funktioner och reaktionerna blev så pass häftiga att redaktionen tvingades publicera en ursäkt. (Infoga bild?)
Till skillnad från det tidigare allmogesamhället där man lät blodet rinna fritt ansåg reformläkarna att mensskydd som samlade upp blodet var ett hygieniskt krav. Blodet skulle inte rinna fritt då det inte gick att vara renlig om man inte använde mensskydd. Renlighet syftade därmed till att kroppens märkbara fysiologiska funktioner, med betoning på de månatliga blödningarna, måste döljas för att den menstruerande kvinnan och hennes kropp skulle anses vara tilltalande. Kvinnans kropp skulle vara stark och framförallt frisk. Det innebär att den ska vara hygienisk och väldoftande, inte utdunsta kroppens olika avsöndringar. Som marknadsföring för mensskydd använde man dessutom läkarvetenskap vilket förstärker synen på den menstruerande kvinnan som klen och svag. Hennes blödningar associeras inte bara till, utan blir något sjukt – en inställning som förstärks genom att mensskydd sorterar under sjukvårdsindustrins produkter.

## Det andra könet
År 1949 gav Simone de Beauvoir ut Det andra könet, en facklitterär bok som ofta räknas som en av feminismens riktigt stora klassiker. I boken beskriver hon följande:
”Det är det sociala sammanhanget som ger penis värde och gör menstruationen till en förbannelse. Det ena blir symbol för manlighet, det andra för kvinnlighet och eftersom kvinnligheten innebär alteritet och underlägsenhet, blir den till förargelse när den visar sig.”
Detta visar sig återigen när hon diskuterar menarche, alltså kvinnans menstruationsdebut. Beauvoir beskriver att kvinnans menarche ofta medföljer känslor som skam, avsky, rädsla och till och med skräck - men även glädje och stolthet i vissa fall. Tyvärr är de negativa känslorna vanligare än de positiva vilket hon hävdar beror på det falska antagandet att menstruation kastar kvinnan i en underlägsen och bristfällig kategori.

## Menstruation som en sjukdom
År 1994 gav idéhistorikern Karin Johannisson ut boken Den mörka kontinenten, där hon beskriver menstruationen som en avvikelse från den manliga kroppsmodellen. Menscykeln gjorde kvinnan oförutsägbar, ett offer för obalans och kaos. Man behandlade menstruationen mer eller mindre som en sjukdom, vilket skulle kureras med vila och stillhet.
Detta kan kopplas till England, där menstruation redan under 1830-talet började förekomma mer och mer i medicinska journaler under rubriken ’kvinnliga sjukdomar’ - man antog alltså att det var försvagande för kvinnan. Menstruationen representerade en sexuell kris hos kvinnan - en period av genital och reproduktiv spänning som förstärkte instabiliteten i kvinnokroppen. Specialisten William Smith Tyler refererade till menstruationen som ”en månatlig sjukdom, nedgång” under sina föreläsningar om kvinnliga sjukdomar och senare under 1880-talet, på samma föreläsningar, refererade en annan expert vid namn Robert Barnes till förfall: det var en misslyckad graviditet, en abort.
Med andra ord tycks menstruationen ha förlorat sin kraft från det svenska bondesamhället och snarare blivit en svaghet - inte bara en sjukdom utan även en indikator på en bristande kontroll.

## Dagens samhälle
I början av millenniet kom den nya feministiska vågen svepandes över Europa och inte minst i Sverige, med bland annat Liv Strömquist i spetsen. År 2014 publicerar hon sin serietidning Kunskapens frukt,  där områden som kvinnans könsorgan och mensens kulturhistoria behandlas. I Slussen, Stockholm, kan vi dessutom skåda hennes konst föreställande kvinnor som har mens - något som har väckt starka reaktioner. Trots detta tycks ändå menstruationen blivit något frispråkigt som idag kan ses i både konsten och litteraturen, men så har det inte alltid sett ut. 
Idag pågår fortfarande kampen om ett samhälle där menstruation accepteras och ses som den naturliga funktion den är.